# Баризано (Форли-Чезена)
Баризано је насеље у Италији у округу Форли-Чезена, региону Емилија-Ромања.
Према процени из 2011. у насељу је живело 158 становника. Насеље се налази на надморској висини од 14 м.